# Torbjörn Ek
Torbjörn Ek, född 25 juni 1949 i Ljusdal, död 18 augusti 2010 i Ljusdal, var en svensk bandy- och fotbollsspelare. Han tillhörde de mer framgångsrika bandyspelarna i Sverige under 1970-talet och tidigt 1980-tal.

## Idrottskarriär

### Bandy
Ek spelade bland annat för Ljusdals BK, Västerås SK och IFK Kungälv. Han var 15 år gammal när han debuterade i allsvenskan med Ljusdals BK, borta mot Edsbyn. Han skulle sedan under 23 år ha en elitkarriär i bandy med SM-guldet säsongen 1974/1975 som största merit. Han spelade 102 landskamper i svenska landslaget, på vilka han gjorde 89 mål. Han spelade sex VM-turneringar och tog sex VM-silver, spelade ett juniorvärldsmästerskap och utsågs till Årets man i svensk bandy två gånger (1970 och 1978). 
Ek blev förbundskapten 1993 för Sveriges herrlandslag i bandy men ledde landslaget endast i en match (seger mot Norge). Efter en del kontroverser fick han lämna jobbet som förbundskapten. Efter det lämnade Ek helt bandyn som ledare. Ek avled 2010 på Ljusdals lasarett i cancer.

### Fotboll
I fotboll startade Torbjörn Ek sin karriär för Ljusdals IF i division 3 1967. Han debuterade sedan för AIK mot Hammarby IF den 21 augusti 1971 och spelade för klubben fram till och med 1973. I AIK tog han allsvenskt silver 1972. Han spelade senare allsvensk fotboll 1975 med GIF Sundsvall.

### Spelarkarriär i fotboll
- Ljusdals IF (1960-1971).
- AIK (1971-1973).
- Ljusdals IF (1974).
- GIF Sundsvall (1975).
- Skiljebo SK (1975-1976).
- Västerås SK (1977).
- Färjestads BK (1 säsong).
- Grebbestads IF (1 säsong).

### Spelarkarriär i bandy
- Ljusdals BK (1960-1975).
- Västerås SK (1975-1980).
- IFK Kungälv (1980-1987).

### Tränarkarriär i fotboll
- Kode IF (1983-1987).
- Romelanda UF (2 år kring 1990).

### Tränarkarriär i bandy
- IFK Kungälv (1986-1987).
- Ale-Surte BK (1987-1991).
- Sveriges förbundskapten (1993).

### Meriter
- A-landskamper i bandy: 102.
- VM-turneringar i bandy: 6 (och 6 VM-silver).
- Juniorvärldsmästare i bandy: 1967.
- SM-guld i bandy: 1 (med Ljusdals BK 1975. Dessutom ytterligare tre SM-finaler, två med Ljusdals BK och en med Västerås SK).
- Årets man i svensk bandy: 2 gånger (1970 och 1978).
- Allsvensk i bandy: Ljusdals BK, Västerås SK och IFK Kungälv.
- Stora Grabbars Märke i bandy.
- SM-silver fotboll 1972 (AIK)
- Allsvenska matcher i fotboll: 62 (AIK och GIF Sundsvall)

## Karriär
Torbjörn Ek utbildade sig på GIH 1971-1973 och jobbade som gymnastiklärare 1973-1985. Han drev sin egen sportaffär (Sport-Ek) på Sturegatan i Västerås mellan åren 1985 och 1987, innan han arbetade på Svenska spel som distriktschef och senare kedjekundsansvarig.